# Mabuhay
Mabuhay é um município de  quarta classe de renda municipal (d) na província Zamboanga Sibugay, nas Filipinas. De acordo com o censo de 1 de maio  de  2020 possui uma população de 37 390 pessoas e 7 497 domicílios.